# باميلا فرانكلين
باميلا فرانكلين (بالإنجليزية Pamela Franklin) من مواليد 3 فبراير 1950، هي ممثلة بريطانية سابقة. اشتهرت بدورها في فيلم ذا برايم أوف مس جين برودي عام 1969، إذ فازت بجائزة المجلس الوطني للمراجعة، وحصلت على ترشيح لجائزة الأكاديمية البريطانية للأفلام.
أدت فرانكلين دورها التمثيلي الأول وعمرها 11 عامًا في فيلم ذي إينسنتس عام 1961. عُرِفت فيما بعد بصفتها ملكة صراخ في السبعينيات من خلال الظهور في أفلام نيكرمنسي  عام 1972، وذا ليجند أوف هيل هاوس عام 1973.

## النشأة
ولدت فرانكلين التي كان لديها ثلاثة أشقاء، في يوكوهاما باليابان، ونشأت في الشرق الأقصى، إذ كان والدها مستوردًا / مصدرًا. عاشت العائلة في اليابان، وهونغ كونغ، وأستراليا، وسيلان قبل العودة إلى إنجلترا. أُرسِلت  في سن الثامنة إلى مدرسة إلمهورست للباليه في المملكة المتحدة (الآن مدرسة إلمهورست للرقص).

## بداية حياتها المهنية
أدت فرانكلين دورها التمثيلي الأول وعمرها 11 عامًا في فيلم ذي إينسنتس عام 1961، وكان أول ظهور تلفزيوني لها في فيلم ذاهورس ويذ أوت هيد في عالم ديزني الرائع.
مثلت أمام ويليام هولدن وتريفور هوارد في الفيلم البريطاني ذا ليون في عام 1962. شاركت بعد عام في البطولة مع لوك هالبين في فليبر نيو أدفنتشر كابنة صناعي ثري تُرِكت على جزيرة استوائية، ولكن جرى إنقاذها من قبل هالبين ودلفينه الأليف فليبر. صُوِت لفرانكلين في عام 1963 لتكون في المركز العاشر لجوائز لوريل لأفضل شخصية نسائية جديدة. كانت في الرابعة عشرة من عمرها عندما لعبت دور ابنة شابة مضطربة في فيلم ذا ثيرد سيكرت عام 1964. عندما أجريت مقابلة معها حول الفيلم في عام 1979، قالت «أصبحت وستيفن بويد صديقين وكان الدفء على الشاشة حقيقيًا». لعبت دورًا رئيسيًا عام 1966 في المسلسل التلفزيوني كويك بيفور ذي كاتش آس على قناة بي بي سي.

## حياتها المهنية في السينما والتلفزيون
تلقت فرانكلين ملاحظات إيجابية لتصويرها لمراهقة دنيوية بشكل غير عادي في فيلم التشويق ذا ناني بطولة بيت ديفيس عام 1965. تلقت أيضًا ترشيحًا لجائزة إيمي عن دورها المساعد في فيلم إيغل إن كيج عام 1965 الذي مثلت فيه مرة أخرى أمام تريفور هوارد. مثلت مع ديرك بوغارد، الذي أدى دور والدها في أور ماذر هاوس، وهو فيلم رُشِح لجائزة الأسد الذهبي في مهرجان البندقية السينمائي عام 1967. مثلت فرانكلين في العام نفسه مع مارلون براندو وريتا مورينو في فيلم ذا نايت أوف ذا فولوينغ دي كضحية اختطاف في فيلم الجريمة. كان هذا أول دور لها وهي «بالغة»، إذ ظهرت في مشهد واحد عارية الصدر. ظهرت مع ميشيل دوتريس عام 1970 في فيلم الرعب أند سون ذا داركنيس، جُدد الفيلم عام 2010.
فازت فرانكلين بجائزة المجلس الوطني للمراجعة لأفضل ممثلة مساعدة عن دورها ساندي في فيلم ذا برايم أوف مس جين برودي عام 1969. شاركت في العام نفسه جون هيوستن دور البطولة عام 1969 في فيلم سينفل ديفي مع جون هرت، والذي لم يكن ناجحًا وفشل في تعزيز حياتها المهنية.
أصبحت فرانكلين باعتبارها شخصًا بالغًا شخصية معروفة إلى حد ما كأيقونة في أفلام الرعب بعد عروضها في أفلام الإثارة الغامضة الشهيرة نيكرمنسي عام 1972، وذا ليجند أوف هيل هاوس عام 1973 مع رودي ماكدويل. تبع ذلك فيلم الرعب التلفزيوني سيتنس سكول فور غيرلز. كان دورها الأخير في فيلم ذا فود أوف ذا غادس، على الرغم من أنها ظهرت على شاشات التلفزيون حتى عام 1981، بما في ذلك حلقة من بوليس ستوري، وفيها أصبحت مريضة جسديًا لتؤدي ضحية الاغتصاب.
ظهرت فرانكلين بأدوار تلفزيونية بارزة أخرى مثل ذا لاف بوت (قارب الحب)، وفانسي آيلاند (جزيرة الفنتازيا)، وذا سيكس ميليون دولار مان (رجل الستة ملايين دولار)، وهاوي فايف أو، وبارنابي جونز، وفيغاس، وترابر جون إم. دي. قدمت أداءً لا يُنسى بصفتها الشخصية الرئيسية في حلقة بعنوان «جوني وايلد إز دراونينغ»، من مسلسل ذا نيم أوف ذا غيم، من بطولة أنتوني فرانشيوسا. كانت شخصيتها ممثلة طموحة تحاول إحراز النجاح في هوليوود.

## وصلات خارجية
- باميلا فرانكلين على موقع IMDb (الإنجليزية)
- باميلا فرانكلين على موقع ألو سيني (الفرنسية)
- باميلا فرانكلين على موقع أول موفي (الإنجليزية)
- باميلا فرانكلين على موقع قاعدة بيانات الأفلام السويدية (السويدية)
- باميلا فرانكلين على موقع إن إن دي بي (الإنجليزية)
- باميلا فرانكلين على موقع ديسكوغز (الإنجليزية)
- باميلا فرانكلين على موقع قاعدة بيانات الفيلم (الإنجليزية)
- باميلا فرانكلين على موقع كينوبويسك (الروسية)